# Texella reddelli
Texella reddelli is een hooiwagen uit de familie Phalangodidae.